# سلامة العبد الله
سلامة العبد الله, هو سلامة العبد الله الشمري، مواليد 1945 فنان سعودي من منطقة حائل. من أقطاب الأغنية الشعبية السعودية برز في نهاية الستينيات والسبعينيات الميلادية، وقدم أعمالاً غنائية ناجحة طيلة مسيرته التي امتدت لأكثر من أربعة عقود، تعاون من خلالها مع ألمع الشعراء النبطيين مثل أحمد الناصر الشايع وخلف بن هذال العتيبي وراشد الجعيثن، كما أنشأ شركة فنية في القاهرة باسم شركة "هتاف"، وأعاد إنتاج أعماله. أسهم في أوبريتات عديدة في مهرجان الجنادرية التراثي في السعودية لعدة سنوات، ثم اعتزل الجمهور حتى عام 1998 إذ أحيا مهرجاناً غنائيّاً أقامته منطقة حائل أثناء زيارة الأمير سلطان بن عبد العزيز لها في العام 1418 هـ، وعاد الفنان ثانية لمصافحة جمهوره تحت سماء المدينة التي خرج منها قديما، وبعدها بسنتين شارك سلامة العبد الله في مهرجان الدوحة الغنائي في دولة قطر وكانت تلك المشاركة بمثابة قطرة الوفاء البسيطة التي يقدمها الوسط الغنائي الخليجي لهذا الفنان القدير.

## حياته الخاصة
في 1997، وتحديدًا بعد وفاة زوجته، عانى الفنان سلامة العبد الله الكثير من الأمراض، حيث داهمته الجلطات. عندما أحيل للتقاعد من إمارة منطقة الرياض، واعتزاله الغناء، ومع ديونه المرتفعة، حاول سداد ديونه من خلال سوق السيارات، إلا أنه خسر أمواله.

## هتاف
يعد الفنان الراحل سلامة العبد الله، أول من أنشأ مؤسسة إنتاج فني، وحملت رقم التسجيل واحد، وهي مؤسسة "هتاف"، وتحتوي على مجموعة ضخمة من الأعمال الفنية للراحل.

## أعمال مميزة
- يا علي صحت بالصوت الرفيع. كلمات محمد بن لعبون
- تولعت بك والله. كلمات الأمير سعود بن بندر بن محمد بن عبد الرحمن آل سعود. كما غنى للفنان سلامة العبد الله الكثير من الفنانين من ضمنهم الفنان محمد عبده أغنية سامرية (يا ذا الحمام الي سجع) وأغنية ( أنا حبك).

## إسطوانات نجدي فون، منتصف الستينات

### لحن وأداء سلامة العبد الله
- آه واشيب حالي صد عني الحبيب، كلمات ناجي السبيعي
- في بحر حبك تمزع بي شراع النجاة، كلمات فيصل منصور المفقاعي،
- أهديت لك يازين، كلمات الراحل فهد العلوش
- يالتندر البرد يالمذكور

## توقفه
توقف الفنان سلامة العبد الله عن الظهور منذ 1999، وعاد في مهرجان الدوحة في 2001، إلى مهرجان الدوحة 2004.
بعد أن أصيب بأكثر من مرض من أمراض الشيخوخة. توفي الفنان سلامة العبد الله مساء الجمعة 13 يناير 2007، في مستشفى الملك فيصل التخصصي، بعد صراع طويل مع أمراضه التي اعتلّ بها.

## أبناؤه

### إيمان
في مارس 2023، طالبت إيمان، ابنة الفنان الراحل سلامة العبد الله، مبادرات رئيس هيئة الترفيه تركي آل الشيخ بتكريم عمالقة الفن، بتكريم والدها. حيث ذكرت أنها تتمنى تكريم والدها، كما ذكرت أنها تتمنى إنشاء معهد موسيقي باسم سلامة العبد الله، لكنها بسبب الظروف المادية، لا تستطيع.

### عبد الله
في سبتمبر 2017، طالب عبد الله، نجل الفنان الراحل سلامة العبد الله، إذاعة صوت الخليج القطرية، بعدم بث أغاني والده.